# Lijst van wapens van Italiaanse deelgebieden
Hieronder staat een lijst van wapens van Italiaanse deelgebieden. Italië bestaat uit twintig regio's, waarvan er vijf autonoom zijn. Deze regio's zijn weer onderverdeeld in 109 provincies (in 2009 wordt dit aantal uitgebreid tot 110).

## Wapens van regio's

Wapen van Abruzzen
Wapen van Valle d'Aosta
Wapen van Apulië
Wapen van Basilicata
Wapen van Calabrië
Wapen van Campania
Wapen van Friuli-Venezia Giulia
Wapen van Lazio
Wapen van Ligurië
Wapen van Lombardije
Wapen van Molise
Wapen van Piëmont
Wapen van Sardinië
Wapen van Sicilië
Wapen van Trentino-Zuid-Tirol
Wapen van Toscane
Wapen van Umbrië
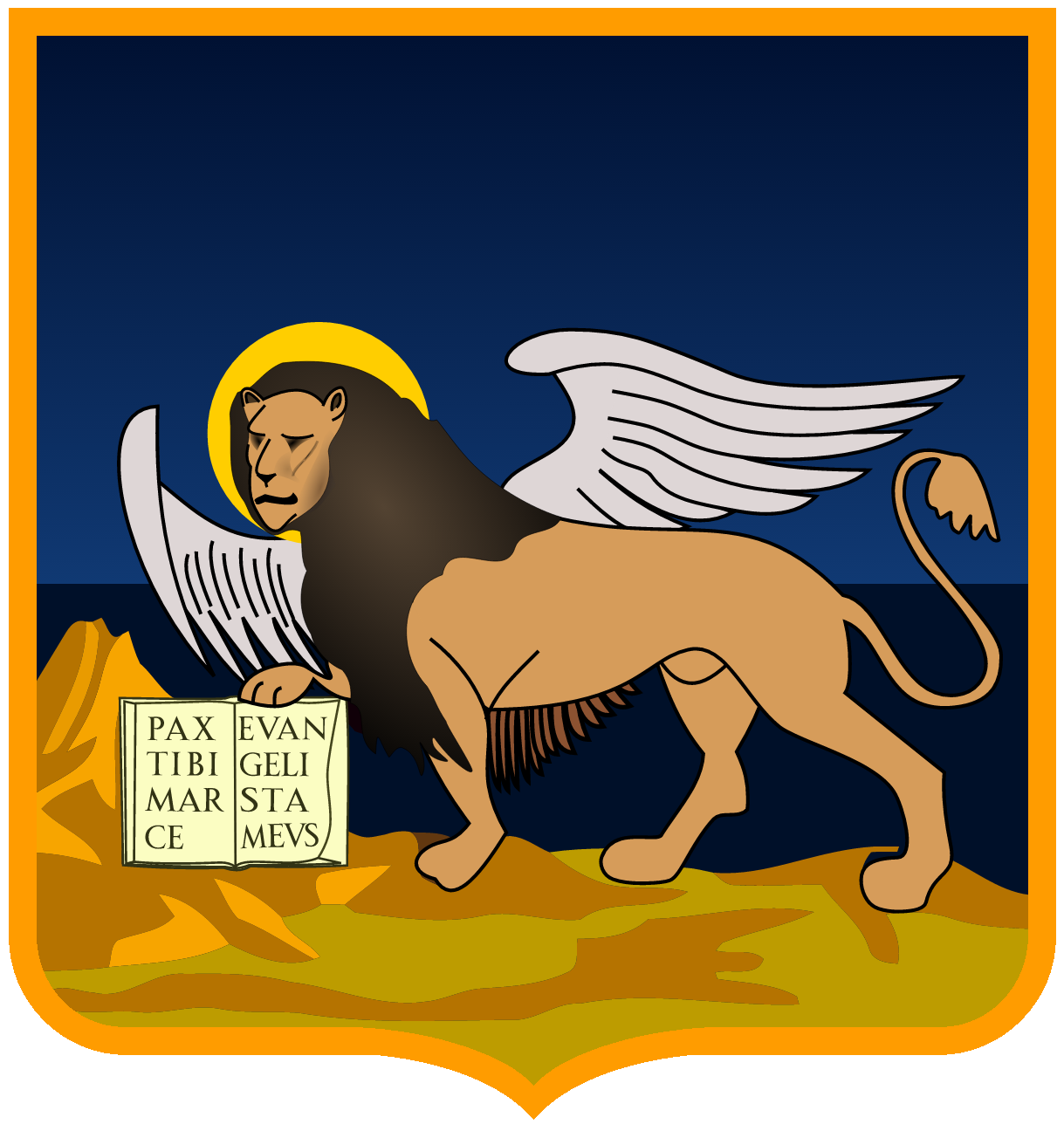
Wapen van Veneto

## Wapens van provincies

Agrigento
Alessandria
Ancona
Valle d'Aosta
Arezzo
Ascoli Piceno
Asti
Avellino
Bari
Barletta-Andria-Trani
Belluno
Benevento
Bergamo
Biela
Bologna
Brescia
Bozen-Zuid-Tirol
Brindisi
Cagliari
Caltanissetta
Campobasso
Caserta
Catania
Catanzaro
Chieti
Como
Cosenza
Cremona
Crotone
Carbonia-Iglesias
Cuneo
Enna
Fermo
Ferrara
Florence
Foggia
Forlì-Cesena
Frosinone
Genua
Gorizia
Grosseto
Imperia
Isernia
L'Aquila
La Spezia
Latina
Lecce
Lecco
Livorno
Lodi
Lucca
Macerata
Mantua
Massa-Carrara
Matera
Messina
Milaan
Modena
Monza e Brianza
Medio Campidano
Napels
Novara
Nuoro
Ogliastra
Oristano
Olbia-Tempio
Padua
Palermo
Parma
Pavia
Perugia
Pesaro e Urbino
Pescara
Piacenza
Pisa
Pistoia
Pordenone
Potenza
Prato
Ragusa
Ravenna
Reggio Calabria
Reggio Emilia
Rieti
Rimini
Rome
Rovigo
Salerno
Sassari
Savona
Siena
Sondrio
Siracusa
Tarente
Teramo
Terni
Trapani
Trente
Trevisio
Turijn
Udine
Varese
Venetië
Verbano-Cusio-Ossola
Vercelli
Verona
Vibo Valentia
Vicenza
Viterbo